# Nemocnice Česká Lípa
Nemocnice s poliklinikou Česká Lípa, a. s., je zdravotnické zařízení vlastněné Libereckým krajem, které poskytuje lůžkovou i ambulantní péči. Svou péči poskytuje nejen cca 120 000 obyvatelům Českolipska, ale částečně také – zejména ve vybraných odbornostech – celému Šluknovskému výběžku. Vzhledem k blízkosti hojně navštěvovaných rekreačních oblastí v okolí České Lípy (Máchovo jezero, Sloup v Čechách, Lužické hory) je hlavním poskytovatelem základní ambulantní a hospitalizační péče také turistům.

## Historie
Veřejná nemocnice v České Lípě byla založena roku 1892 a provozována byla jako Městská nemocnice. V roce 1937 byl přistavěn infekční pavilon. Po druhé světové válce byl na nemocnici přeměněn bývalý okresní starobinec, který stával v blízkosti současné nemocnice, a do něho byla umístěna chirurgie, gynekologie a porodnice. Tento objekt sloužil do roku 1981. Výstavba současné nemocnice začala v roce 1976 a otevřena byla roku 1981.
V roce 2008 se nemocnice stala akciovou společností, jejímž nejvyšším orgánem je valná hromada. Kontrolním orgánem společnosti je dozorčí rada. Řídícím orgánem českolipské nemocnice je představenstvo, v jehož čele stojí generální ředitel. Od roku 2009 byl ředitelem Petr Chmátal, v roce 2014 se jím stal Jaroslav Kratochvíl a nyní jím je Pavel Marek.

## Budovy nemocničního areálu

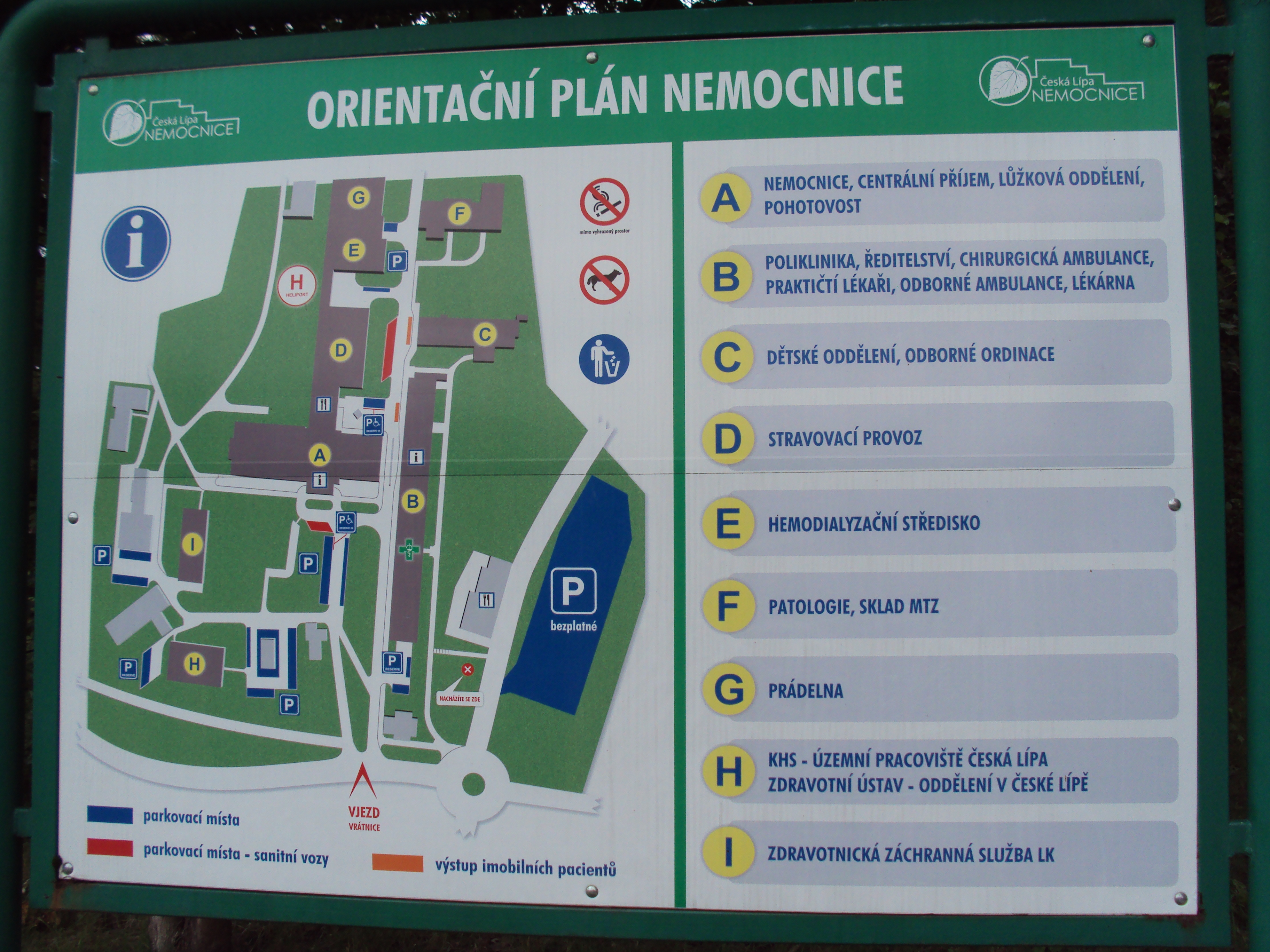
Orientační plán areálu (stav v roce 2010)

Areál nemocnice tvoří celkem tři budovy: A – Nemocnice (tzv. „hlavní budova“), B – Poliklinika, C – Dětské. Součástí budovy polikliniky je také Nemocniční lékárna. V areálu nemocnice (u vjezdu) se rovněž nachází budova Centra zdraví.

## Vývoj a modernizace nemocnice v čase
- 2013 – Nový počítačový tomograf. První část zateplování budov. Zřízení babyboxu.
- 2014 – Nové vybavení domácího porodního bytu. Druhá etapa zateplování budov.
- 2015 – Dvě stě nových lůžek pro pacienty. Nový komunikační systém spojení pacientů se zdravotnickým personálem. Otevření Centra zdraví. Nové přístrojové vybavení operačních sálů.
- 2016 – Rekonstrukce výtahů v hlavní budově. Rekonstrukce Dětského oddělení. Vybavení novými transportními a polohovacími lůžky.
- 2017 – Přestavba porodního pokoje. Vybudování nové Dětské pohotovosti. Rekonstrukce ambulance na oddělení ARO. Nová parkovací místa. Přiznání dotace z MZ ČR na vzdělávání pracovníků ve zdravotnictví.
- 2018 – Modernizace a robotizace přístrojového vybavení. Dokončení projektu obnovy lůžek – umístěno zbývajících 350 nových lůžek pro pacienty. Nová magnetická rezonance. Modernizace hemodialyzačního střediska. Stavební úpravy parkovacího prostoru a nový parkovací systém. Rekonstrukce Gynekologicko-porodnického oddělení. Rekonstrukce Novorozenecké JIP a nová dětská ambulance. Nová podoba lůžkových pokojů na Novorozeneckém oddělení.
- 2019 – Rekonstrukce chirurgického oddělení. Modernizace Neurologické JIP. Částečná modernizace Gynekologických operačních sálů. Generální oprava ambulance neurologie. Značné investice do přístrojového vybavení.
- 2020 – Dokončena další etapa zateplování budov. Uvedeny do provozu nové webové stránky nemocnice.